# Aeroportul Malabang
Aeroportul Malabang (IATA: MLP, ICAO: RPMM) este un aeroport din Malabang⁠(d), Lanao del Sur⁠(d), Bangsamoro⁠(d), Filipine ce deservește zona Malabang⁠(d).
Situat la o altitudine de 3 m, aeroportul dispune de o singură pistă.